# Фунінго маскаренський
Фунінго маскаренський (Nesoenas rodericanus) — це вимерлий вид голубів, який раніше був ендемічним на маскаренському острові Родригес. Він відомий із субфоссилії грудини та деяких інших кісток, а також за описами Легуа (1708) і Жульєна Таффоре (1726).

## Опис
Це був птах завбільшки з горлицю білолобу й забарвлений у шиферно-сірий колір. Леґуа та його товариші припали до душі цим ручним і довірливим птахам, і кілька десятків птахів сиділи за їхнім столом на відкритому повітрі під час їжі, щоб чекати залишків; особливо любили насіння дині. У 1693 році було виявлено, що птах шукає їжу на острові, але гніздиться лише на прибережних острівцях, яких ще не досягли щури, завезені дещо в 17 столітті.